# Ossó de Sió
Ossó de Sió – gmina w Hiszpanii, w prowincji Lleida, w Katalonii, o powierzchni 26,03 km². W 2011 roku gmina liczyła 218 mieszkańców.